# Susaek-dong
Susaek-dong là một dong, phường của Eunpyeong-gu ở Seoul, Hàn Quốc.

## Liên kết
- Trang chủ chính thức Eunpyeong-gu[liên kết hỏng]
- (tiếng Hàn) Bản đồ Eunpyeong-gu[liên kết hỏng] tại trang chủ chính thức Eunpyeong-gu
- (tiếng Hàn) Trang chủ chính thức dân cư Eungam 1-dong[liên kết hỏng]